# 빅터 영
빅터 영(영어: Victor Young, 1899년 8월 8일~1956년 11월 10일)은 미국의 작곡가이다.

## 생애
시카고에서 태어났으며, 부친은 순회 오페라 멤버의 한 사람이었다. 어릴 때에 부친과 함께 유럽으로 가 바르샤바 음악원에서 바이올린을 배운 후 그 곳에서 활약하였다. 1920년에 귀국한 뒤 여러 댄스 밴드에서 일을 하였으며, 극장 오케스트라의 지휘, 편곡을 하는 한편, 작곡에도 힘을 기울여 1928년에 작곡한 《스위트 스우》가 큰 인그를 얻었다. 1932년에 레코드 회사의 디렉터가 되고, 1935년에는 빙 크로스비의 초빙으로 영화의 음악 담당으로 할리우드에 들어갔다. 이후 그의 영화 주제가는 계속 호평을 받아 무드 음악의 제1인자가 되었다. 1956년에는 아카데미 음악상을 받았으나 《80일간의 세계일주》를 마지막으로 캘리포니아에서 사망하였다.